# ليونورا كينغ
ليونورا كينغ (بالإنجليزية: Leonora King)‏‏ (17 أبريل 1851 - 30 يونيو 1925 ) مبشرة، وطبيبة من كندا.

## التعليم
تعلمت ليونورا كينغ في:
- جامعة ميشيغان
- University of Michigan Medical School ‏

## الجوائز
حصلت ليونورا كينغ على الجوائز الآتية:
- قاعة مشاهير الطب الكنديين[5]